# ووكر كونور
ووكر كونور (بالإنجليزية: Walker Connor)‏ هو عالم سياسة أمريكي، ولد في 1926، وتوفي في 28 فبراير 2017.